# Martin Luppen
Martin Luppen (* 5. April 1936) ist ein ehemaliger deutscher Fußballtrainer, der in den Jahren 1969 bis 1971 mit dem SC Jülich 1910 dreimal in Folge die Deutsche Amateurmeisterschaft gewonnen hat.

## Karriere

### SC Jülich 1910, 1968 bis 1. November 1972
Martin Luppen, der 1959 seine Lehramtsprüfung an der Pädagogischen Akademie Aachen abgelegt hatte, kam im Alter von 32 Jahren zur Runde 1968/69 als neuer Trainer vom Landesligisten Viktoria Alsdorf zum Verbandsligisten Jülich 1910, bei dem er Willibert Weth nachfolgte. Er leitete bei den „Schwarz-Weißen“ im Rurstadion (heute Karl-Knipprath-Stadion) eine Erfolgs-Ära ein. Auf Anhieb errang der neue Trainer in der Runde 1968/69 mit 49:7 Punkten die Meisterschaft in der Verbandsliga Mittelrhein vor Borussia Brand. Der Verein beschloss auf die Aufstiegsrunde zur Regionalliga West zu verzichten und nahm stattdessen an den Spielen um die Deutsche Amateurmeisterschaft teil. Nach Erfolgen gegen den 1. FC Pforzheim, Bremerhaven 93 und 1. Göppinger SV stand man am 12. Juli 1969 in Uerdingen im Finale gegen die SpVgg Erkenschwick. Mit 2:1 Toren gelang der Meisterschaftsgewinn. Musste man bei dem ersten Meisterschaftsgewinn 1969 in der Mittelrhein-Liga noch zwei Niederlagen in der Verbandsrunde erfahren, so blieb dieses Erlebnis in den Saisons 1969/70 und 1970/71 völlig aus. Nach zwei Jahren ohne Niederlage und jeweils 49:7 Punkten mit 21 Siegen und sieben Unentschieden, blieb den Rivalen aus Brand und Köln nur die Rolle des Vizemeisters übrig. Da Jülich aus finanziellen Gründen auch in den zwei Folgejahren nicht an der Aufstiegsrunde teilnahm, spielte der Mittelrhein-Meister 1970 und 1971 wiederum um die Deutsche Amateurmeisterschaft. 1970 setzte sich die Truppe von Trainer Martin Luppen zuerst gegen die zwei westdeutschen Konkurrenten Rheydter SpV und SVA Gütersloh durch, bevor im Halbfinale die hohe Hürde des nordbadischen Vertreters VfL Neckarau zu bewältigen war. Trainer des VfL war Philipp Rohr. In Jülich setzten sich die heimischen „Zehner“ mit 3:1 Toren in der Verlängerung durch. Am 11. Juli wurde der Titel des Deutschen Amateurmeisters in Siegen mit einem klaren 3:0-Erfolg gegen die Amateure von Eintracht Braunschweig verteidigt. Das Triple gelang ein Jahr später, am 10. Juli 1971, in Würzburg gegen die Amateure des VfB Stuttgart mit einem 1:0-Sieg. Dieser Erfolg gegen die späteren Bundesligaspieler Karl Berger, Wolfgang Frank, Gerd Komorowski, Dieter Schwemmle, Dieter Ungewitter, sowie Torhüterroutinier Günter Sawitzki war alles andere als ein Selbstläufer. Geradezu sensationell sind die übereinstimmenden Aussagen der Zeitzeugen Peter Kosprd, dem Verteidiger der Meistermannschaft von 1969, und Reinhard Schilde, dem durchgehenden Co-Trainer Martin Luppens, zur Trainingshäufigkeit in dieser Erfolgsphase in Jülich zu nennen. Martin Luppen und Reinhard Schilde führten mit dem SC Jülich 1910 ein zweimaliges Training pro Woche durch. Zu Luppens Stärken müssen folglich nicht nur seine detaillierte Planung der Spielerbesprechung mit der akribischen Einstellung auf den Gegner, sein taktisches Vermögen und seine Qualität in der Mannschaftsführung gezählt haben. Um die Dauer des Erfolgs und die stete, glänzende Physis der Mannschaft zu erklären, ist von Trainingseinheiten auszugehen, die kompakt, intensiv, im Wechsel von Belastung und Erholung stimmig, in der Ausgewogenheit des Einsatzes der Trainingsmittel Technik, Taktik und Kondition an das Optimum heranreichend gewesen waren. Die Klasse des Spielerkaders biete keine ausreichende Erklärung. Zwar war der Mitgarant der Abwehrstärke, Torhüter Werner Kamper, ein den Rahmen sprengender Könner in den drei Meisterjahren in Jülich, jedoch waren Bundesligaeinsätze für ihn – ebenso wie für Classen, Kosprd, Marx, Mühlenberg und Zander – nach dem Weggang von Jülich nur spärlich gesät. Senkrechtstarter für die Bundesliga tummelten sich beim SC Jülich in der Ära Luppen nicht. Einen Beitrag zum Erfolg leistete Trainer Luppen durch die Erkennung und Förderung der Charakterstärken der einzelnen Spieler. In der vierten Saison in Jülich reichte es 1972 zur Vizemeisterschaft am Mittelrhein – mit einem Punkt Rückstand hinter dem Bonner SC. Bei der vierten Teilnahme um die Deutsche Amateurmeisterschaft war erst im Halbfinale im Elfmeterschießen gegen die TSV Marl-Hüls Endstation. Nach der vernichtenden 0:6 Schlappe beim TSV zeigten sich die Qualitäten von Trainer Luppen in besonderer Weise. Seine gelungene psychologische Aufrüstung und taktische Einstellung war die Grundlage zu dem 6:0-Erfolg im Rückspiel. Jülich zog den Libero in das Mittelfeld, wodurch dort eine Überzahl und in der gegnerischen Defensive Unordnung entstand. Im Elfmeterschießen scheiterte Jülich am erneuten Einzug in das Finale. Martin Luppen ging mit Jülich in der Runde 1972/73 in sein fünftes Trainer-Jahr. Zum 1. November 1972 wechselte er nach massivem Werben des Präsidenten und Mäzens Hans Löring des SC Fortuna Kölns in die Regionalliga West. Löring, dessen unbedingter Wunsch der Aufstieg in die Fußball-Bundesliga war, setzte auf die Qualitäten Martin Luppens, des Erfolgstrainers von Jülich 1910.

### SC Fortuna Köln, 1972 bis 1973; Juli bis Dezember 1974; 1980 bis 1983

#### Bundesliga-Aufstieg 1973
Für den hauptberuflichen Schulrektor Luppen musste der Boss von Fortuna, Löring, sogar eine Ablösesumme zahlen. Der Trainerneuling in der Regionalliga West kam mit seiner neuen Mannschaft nach Rundenende auf den zweiten Tabellenplatz und hatte damit den erhofften Einzug in die Bundesliga-Aufstiegsrunde bewerkstelligt. Gegen die Konkurrenten FC St. Pauli, Mainz 05, Karlsruher SC und Blau-Weiß 90 Berlin setzten sich die Südstädter im Sommer 1973 souverän durch. Die ersten beiden Auswärtsspiele in Karlsruhe und St. Pauli wurden mit knappen 2:1-Erfolgen bestritten. Damit hatte Martin Luppen die Fortuna auf Aufstiegskurs getrimmt. Die einzige Niederlage der Aufstiegsrunde leistete sich der bereits feststehende Aufsteiger am 24. Juni beim abschließenden Heimspiel gegen die Gäste aus St. Pauli. Auch bei Fortuna Köln war die akribische Vorbereitung ein Ausdruck der Arbeitsweise von Martin Luppen. Seine sorgfältig und zeitaufwendig betriebenen Aufstellungshinweise über die Gegner ließen einige Aktive, Experten und Journalisten einen Hang zur Pedanterie bei Luppen konstatieren. Diese Vermutung sah sich vermutlich bekräftigt durch Luppens Aufstellung eines Ernährungsplanes für die Mannschaft, der wohl auf Körnern und Nudeln fußte. Martin Luppen führte SC Fortuna in die Bundesliga. Präsident Hans „Jean“ Löring verpflichtete daraufhin einen neuen Trainer, namentlich den Physiotherapeuten und früheren Leichtathleten Volker Kottmann. Nach der 1:5-Auswärtsniederlage am 19. Januar 1974 bei Fortuna Düsseldorf kehrte Luppen als taktischer Berater zur Fortuna zurück, da er durch seinen Dienst bei der Schulbehörde als Trainer nicht aktiv werden konnte; als offizieller Trainer agierte ab dem 21. Januar 1974 der ehemalige Zehnkampfolympiasieger Willi Holdorf. SC Fortuna stieg nach einer Runde aus der Bundesliga ab. Dies veranlasste den Präsidenten des SC die Personalie Luppen noch einmal zu überdenken. Er verpflichtete Luppen erneut zur Runde 1974/75. Ziel war die sofortige Rückkehr in die Bundesliga. Der Start mit 11:1 Punkten sprach für sich. Nach dem Wiederholungsspiel am 22. Dezember 1974 gegen den VfL Osnabrück, der mit Kamper und Mühlenberg auflief, war die Zeit von Martin Luppen bei Fortuna Köln jedoch erneut abgelaufen. Mit 24:12 Punkten auf dem vierten Tabellenplatz stehend wurde er entlassen. Ab Januar 1975 setzte Löring auf den Ex-Nationalspieler Heinz Hornig als neuen Trainer. Der Aufstieg gelang aber nicht.
Danach stieg er mit dem drittklassigen Bonner SC 1975/76 in die 2. Bundesliga auf. Nachdem die Mannschaft dort nach dem 33. Spieltag auf Platz 17 und damit einem Abstiegsrang, mit zwei Punkten Rückstand auf Platz 16, war, wurde er durch Siegfried Melzig ersetzt, unter dem die Mannschaft mit zwei Punkten Vorsprung auf Rang 17 noch 16. wurde. Wegen finanzieller Irregularitäten wurde der Bonner SC dennoch nach der Saison – als erster Profiverein der deutschen Geschichte – zum Zwangsabstieg verurteilt.

#### DFB-Pokal-Endspiel 1983
Zur Saison 1980/81 holte „Jean“ Löring zum dritten Mal Martin Luppen zu seiner Fortuna. Diesen führte sein Weg somit von der Nordrhein Amateur-Oberliga vom FV Honnef zum Kölner Südstadion. Der Aufstieg in die Bundesliga wollte aber nicht gelingen. In der dritten Saison 1982/83 feierte man Erfolge im DFB-Pokal, die sich jedoch dem erhofften Erfolg des Aufstieges in die 1. Bundesliga in den Weg stellten. Dem Pokalerfolg im Wiederholungsspiel im März 1983 im Viertelfinale gegen Borussia Mönchengladbach folgte eine 1:2-Niederlage in der 2. Bundesliga beim SV Waldhof Mannheim. Dem triumphalen 5:0-Erfolg im DFB-Pokal Halbfinale gegen Borussia Dortmund folgte eine Niederlage mit 1:4 Toren im Ligaspiel gegen Kickers Offenbach. So reichte es in der 2. Bundesliga nur zum 6. Tabellenplatz in der Runde 1982/83. Im DFB-Pokal zeigten sich Mannschaft und Trainer jedoch von ihrer besten Sseite. In der 1. Hauptrunde gewann man mit 2:0 Toren gegen den SC Freiburg. Im Mittelfeld der Breisgau-Elf konnte auch Joachim Löw das Blatt nicht wenden. In der zweiten Runde benötigte man zwei Spiele, um die Ulmer „Spatzen“ mit dem Mittelfeldrackerer Ralf Rangnick aus dem Rennen zu werfen. Im Achtelfinale am 14. Dezember 1982 beim Bundesligisten Eintracht Braunschweig feierte Dieter Schatzschneider seinen Einstand in der Mannschaft von Martin Luppen. Er steuerte einen Treffer zum 2:1-Auswärtserfolg bei. Im Viertelfinale war ein Wiederholungsspiel gegen Borussia Mönchengladbach nötig, wo man sich mit 2:1 knapp durchsetzte. Das Halbfinale wurde vor 14.500 begeisterten Zuschauern im Südstadion zu einem Triumph für Fortuna. Mit 5:0 Toren wurde Borussia Dortmund bezwungen. Das Finale am 11. Juni 1983 ging als „Kölner-Stadtderby“ in die Pokalgeschichte ein. Gegner der Mannschaft von Martin Luppen war der Lokalrivale 1. FC Köln, der mit dem holländischen Erfolgstrainer Rinus Michels und dem Sturmtrio Littbarski-Fischer-Allofs auch als klarer Favorit gehandelt wurde. Vor dem Spiel hatte sich Martin Luppen mit der Aussage, hier und heute keinen Achtungserfolg, sondern den Pokal zu wollen, kämpferisch und selbstbewusst gegeben. Es sollte sicherlich auch der Schmerz über den abermals verpassten Aufstieg gestillt werden. Tatsächlich legten die Südstädter nach einer Viertelstunde des gegenseitigen Abtastens los und brachten den großen Favoriten gehörig in Bedrängnis. Mit zunehmender Spieldauer schwenkte das Publikum auf die Seite des Underdogs und schenkte ihm seine Sympathie. Der Mannschaft des Trainers Luppen wollte trotzdem kein Tor gelingen. FC-Coach Rinus Michels fasste die Geschehnisse nach dem 1:0-Erfolg seiner Mannschaft wie folgt zusammen: „Die anderen heißen Fortuna, wir aber hatten Fortune“.
Zur Runde 1983/84 wechselte Martin Luppen als neuer Trainer zu Hertha BSC.

### Ende der Trainertätigkeit 1984
Der frühere Leiter eines Bezirkseminars zur Lehrerausbildung in Aachen, der erst ab der Saison 1980/81 in der 2. Bundesliga bei SC Fortuna Köln als Profi-Trainer arbeitete, beendete nach der Saison 1983/84 bei Hertha BSC seine Trainerlaufbahn. In der 2. Bundesliga kam er mit dem Bundesligaabsteiger auf Platz elf. Im DFB-Pokal schied er mit den Berlinern im Viertelfinale im Wiederholungsspiel beim FC Schalke 04 im März 1984 aus. Dies setzte den Schlusspunkt der Trainerkarriere von Martin Luppen, der im Jahre 1975 zusammen mit Karlheinz Feldkamp, Diethelm Ferner, Udo Klug, Werner Olk, Istvan Sztani, Erwin Türk, Heiner Ueberle und Peter Velhorn die Fußballlehrerlizenz erworben hatte.

## Nach dem Fußball
Martin Luppen ist mit einer Lehrerin verheiratet und war in einer Unternehmensberatung bei der Besetzung von Führungspositionen tätig.

## Trainertätigkeit
- Viktoria Alsdorf, 1966–68, Landesliga Mittelrhein
- Jülich 1910, 1968–30. Oktober 1972, Verbandsliga Mittelrhein, Deutscher Amateurmeister 1969, 1970, 1971
- SC Fortuna Köln, November 1972 bis 30. Juni 1973, Aufstieg in die Bundesliga
- SC Jülich 1910, vom 19. Oktober 1973 bis 30. Juni 1974, Verbandsliga Mittelrhein
- SC Fortuna Köln, Juli 1974 bis Dezember 1974, 2. Bundesliga Nord
- Bonner SC, 1975 bis April 1977, Meisterschaft und Aufstieg 1976 in die 2. Bundesliga, 1976/77 2. Bundesliga
- FV Honnef, 1977 bis 1980, Amateuroberliga Nordrhein
- SC Fortuna Köln, 1980 bis 1983, 2. Bundesliga, DFB-Pokalfinale
- Hertha BSC, 1983/84, 2. Bundesliga